# Броан, Огюстина
Жозефина-Фелисите-Огюстина Броа́н (фр. Joséphine-Félicité-Augustine Brohan; 1824—1893) — французская театральная актриса

 XIX века.

## Биография
Огюстина Броан родилась 2 декабря 1824 года в городе Париже, дочь Огюстины Сюзанны Броан (фр. Augustine-Suzanne Brohan; 1807—1887), пользовавшейся в своё время известностью в театральных кругах; старшая сестра Мадлен-Этель Броан (1833—1900), также посвятившей свою жизнь «служению Мельпомене».
Посещала Парижскую консерваторию и, уже в четырнадцать лет, дебютировала на сцене Комеди Франсэз в «Tartufe» и в «Rivaux d’eux-mêmes».
Грация и живость обеспечили ей успех, так что она сразу была ангажирована на содержание в 3000 франков. Вскоре Броан сделалась любимицей парижской публики, особенно в ролях субреток в комедиях Мольера. Она принадлежала к числу членов Комеди Франсэз до 1868 года, когда оставила сцену.
Позднее Огюстина Броан пробовала свои силы и на поприще драматической литературы; согласно ЭСБЕ, «не без успеха».
Огюстина Броан умерла в 1893 году в родном городе.